# Правнянская, Зузана
Зузана Правнянская (словац. Zuzana Pravňanská; род. 14 августа 1968, Братислава) — словацкая актриса. Самая известная роль — инопланетная девочка по имени Майка в фильме «Приключения в каникулы».

## Некоторые факты
После выхода фильма «Приключения в каникулы» к Зузане пришла бешеная популярность, в результате чего девочка почти перестала учиться. Это сказалось и на её последующей жизни. Замуж Зузана вышла очень рано, в семейной жизни не была счастлива. Муж был пьяница и садист: бил её, когда была беременна, и после родов, когда нуждалась в помощи. Также постоянно насиловал. Когда Зузана наконец обратилась в полицию, её убедили в том, что её долг как жены удовлетворять прихоти мужа. После рождения троих детей муж исчез, а затем выкрал детей, которых государство в итоге определило в детдом. Впоследствии Зузанне встретился нормальный человек, но вскоре он умер (из интервью с Зузаной Правнянской).
Помимо фильма «Приключения в каникулы», актриса снималась ещё в нескольких телевизионных фильмах, последний раз в 2016 году в сериале «Zlaté casy».
Некоторое время работала горничной в одной из гостиниц. В настоящее время живёт в городе Братислава, работает водителем трамвая.

## Фильмография
- «Aha, ocko, našla som zápalku» («Ага, папа, я нашла спичку») — противопожарный клип, 1975—1976
- «Stroskotanie Danubia» («Крушение Danubia»), 1976
- «Spadla z oblakov» («Приключения в каникулы»), 1978[4]
- «Stôl pre štrnástich» («Стол для четырнадцати»), 1978[5]
- «Frajeri a frajerky» («Парни и девушки»), 1979[6]
- «Povstalecká história» («Повстанческая история»), 1984
- «Zlaté casy» («Золотые кассы»), 2016[2]